# Kvam
Kvam es un municipio en la provincia de Hordaland, Noruega. El centro administrativo es la localidad de Norheimsund y otros asentamientos son  Oystese, Alvik, Tørvikbygd y Mundheim. Limita con Voss hacia el norte, Vaksdal, Samnanger y Fusa al oeste, Granvin al este y Hardangerfjorden hacia el sur. Tiene una población de 8539 habitantes según el censo de 2015.

## Evolución admistrativa
El municipio ha sufrido varios cambios a lo largo del tiempo, los cuales son:
| Año  | Cambio territorial | Población | Variación |
| ---- | --- | --------- | --------- |
| 1838 | Establecimiento de la parroquia de Vikør | 2321      |           |
| 1882 | Una parte de Ullensvang es cedida a Vikør |           | + 22      |
| 1965 | La zona de Åsgrenda es transferida a Ullensvang. Se fusionan con Kvam el sector circundante a Tørvikbygd, la mayor parte de Strandebarm y el área de Mundheim, antes parte de Varaldsøy. | 9119      | +2360     |

## Etimología
El nombre original del municipio era Vikør, cuando fue fundado en 1837 como una parroquia. En 1912 el nombre cambia a Kvam.
El origen del nombre actual deriva del nórdico antiguo, Hvammr, idéntica a la palabra hvammr que significa «(pequeño) del valle».

## Escudo
El escudo de armas es de los tiempos modernos. Se les concedió el 27 de noviembre de 1981. El escudo muestra el Fykesund, una bahía en el municipio. La forma de la bahía está simbolizado en el escudo de armas.

## Islandia
Los colonos noruegos que emigraron a Islandia hacia el siglo X también tuvieron su emplazamiento llamado Hvammr, muy popular en sagas nórdicas y hogar de personajes históricos como Aud la Sabia, Olaf Feilan y el famoso escaldo Snorri Sturluson.

## Geografía

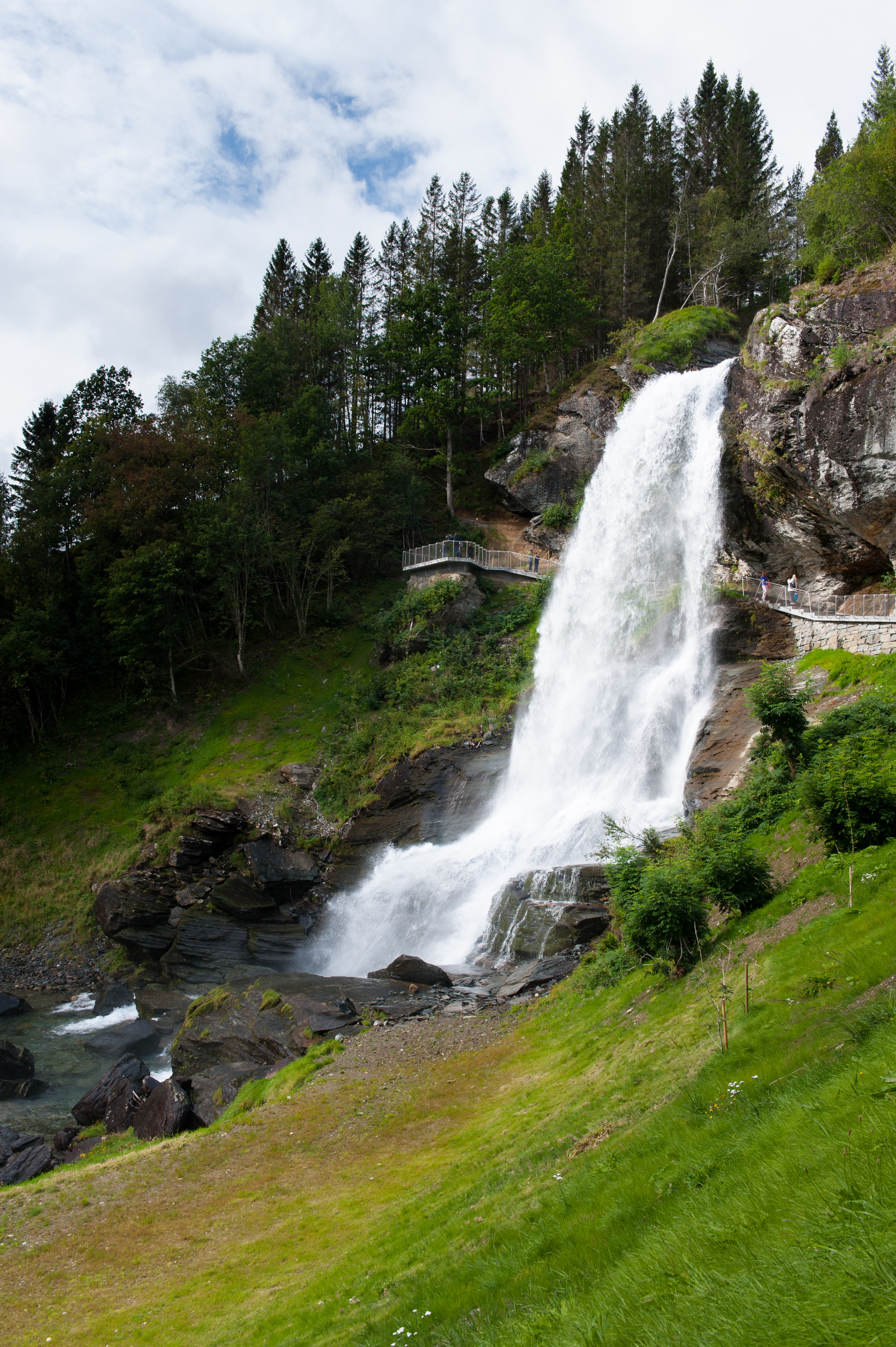
Steinsdalsfossen

La geografía del municipio está definida por los fiordos de Hardanger al sur y el Fyksesund al norte. El parque paisajístico Fyksesund rodea el interior del fiordo, cerca del cual está el puente de Fyksesund. Los mayores lagos de Kvam son el Bjølsegrøvvatnet y el Holmavatnet y también una sección del Hamlagrøvatnet está en el municipio. Otros accidentes geográficos son la meseta Kvamskogen y la cascada Steinsdalsfossen.

## Gobierno
El municipio se encarga de la educación primaria, asistencia sanitaria, atención a la tercera edad, desempleo, servicios sociales, desarrollo económico, y mantención de caminos locales.
El concejo municipal (Kommunestyre) tiene 13 representantes que son elegidos cada 4 años y estos eligen a un alcalde. Estos son:
| Partido                            | Número de representantes |
| ---------------------------------- | ------------------------ |
| Partido Laborista                  | 6                        |
| Partido del Progreso               | 3                        |
| Høyre                              | 3                        |
| Partido Demócrata Cristiano        | 3                        |
| Partido de Centro                  | 9                        |
| Partido de la Izquierda Socialista | 1                        |
| Venstre                            | 1                        |
| Partido Verde                      | 1                        |

## Residentes famosos
- Jon Fosse
- Valgerd Svarstad Haugland
- Per Øyvind Heradstveit
- Geirr Tveitt
- Svein Rosseland